# Dietmanns
Dietmanns osztrák mezőváros Alsó-Ausztria Waidhofen an der Thaya-i járásában. 2018 januárjában 1063 lakosa volt.

## Elhelyezkedése

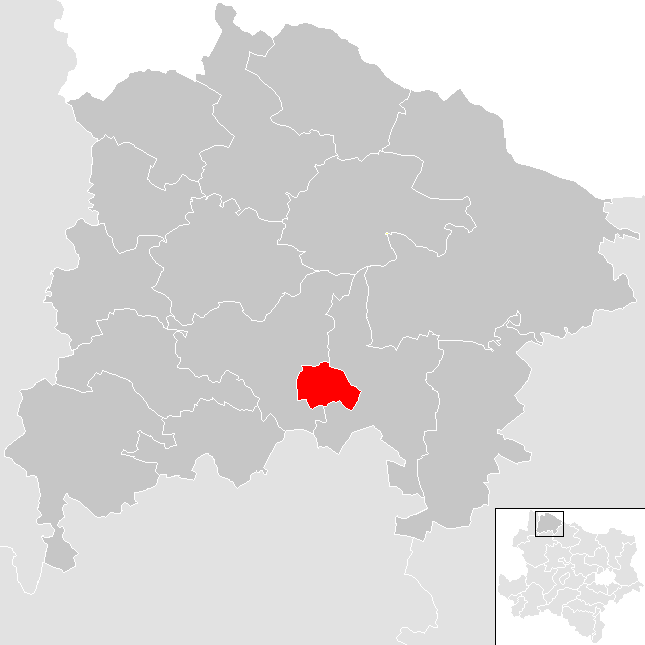
Dietmanns a Waidhofen an der Thaya-i járásban

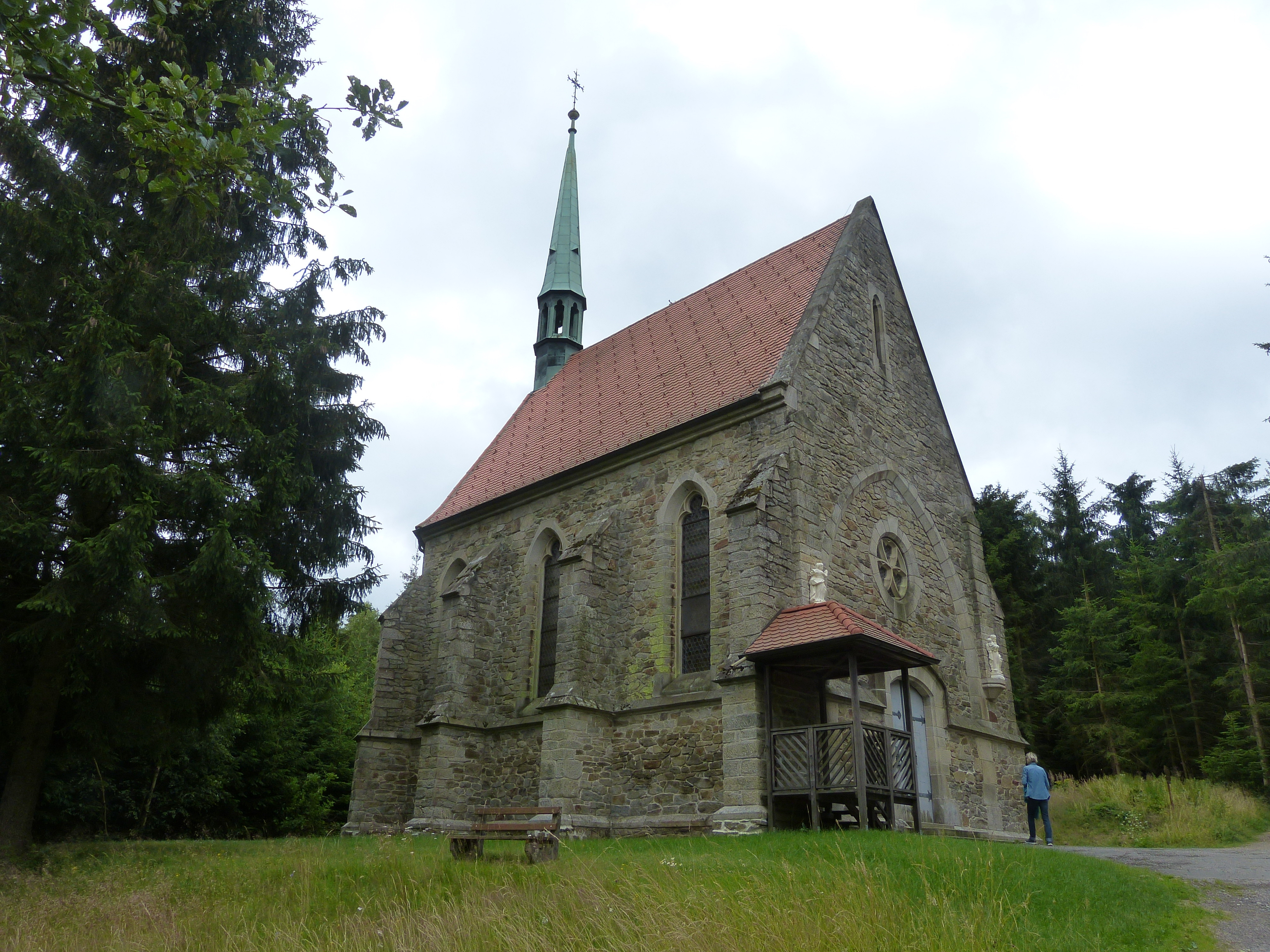
A Bründlkapelle

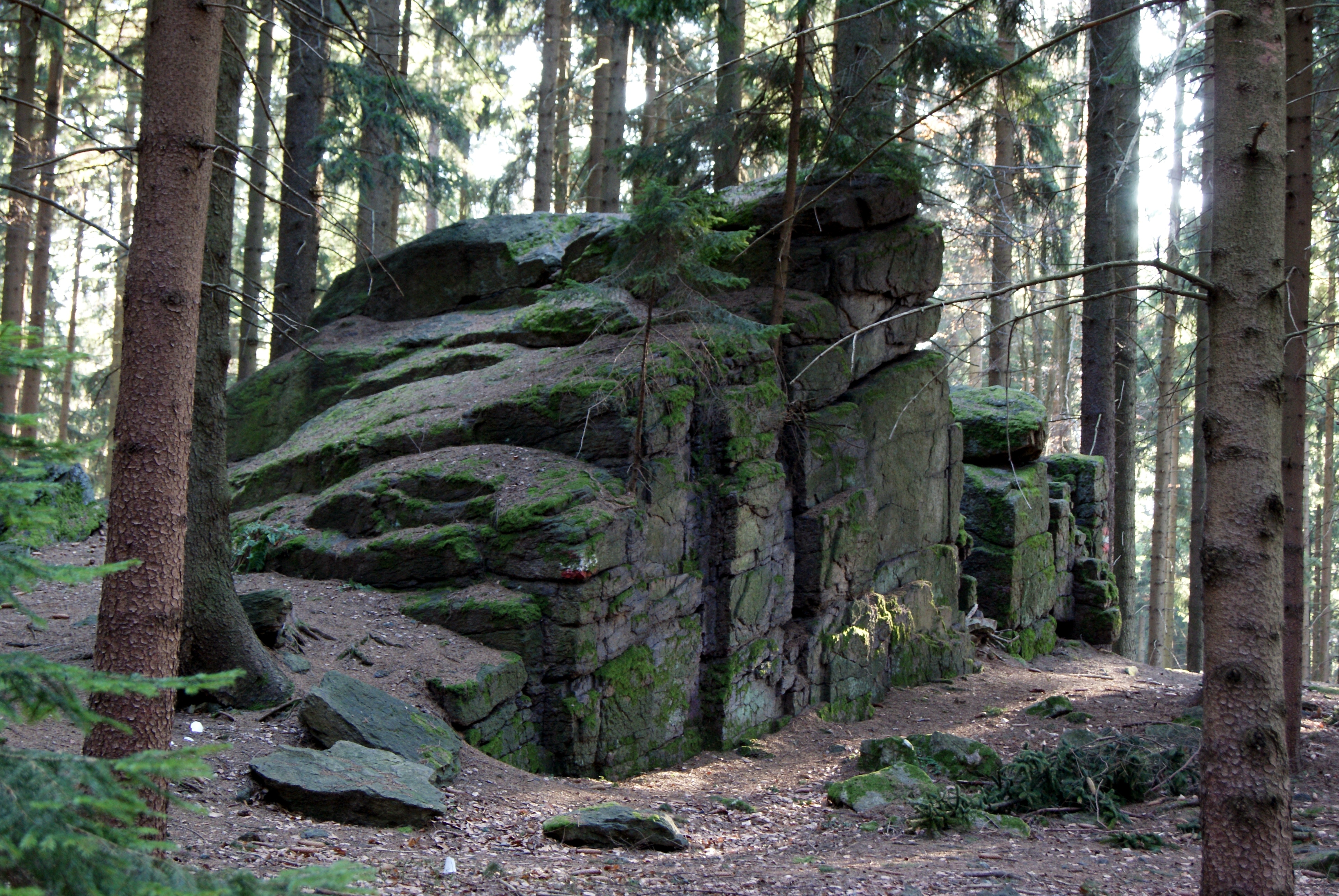
A Prédikálószék sziklaformáció a Dietmanns melletti Wieningerbergen

Dietmanns Alsó-Ausztria Erdőnegyedének (Waldviertel) északi részén fekszik. Területének 58,7%-át erdő borítja. Az önkormányzat 2 településrészt és falut egyesít: Alt-Dietmanns (623 lakos 2018-ban)
és Neu-Dietmanns (440 lakos).
A környező önkormányzatok: keletre Groß-Siegharts, nyugatra Waidhofen an der Thaya.

## Története
EDietmannst 1496-ban említik először. Egyházközsége 1783-ban, II. József egyházreformja során vált önállóvá. 

## Lakosság
A dietmannsi önkormányzat területén 2018 januárjában 1063 fő élt. A lakosságszám 1880 óta (akkor 1903 fő) többé-kevésbé folyamatosan csökken. 2016-ban a helybeliek 98,4%-a volt osztrák állampolgár; a külföldiek közül 0,6% a régi (2004 előtti), 0,5% az új EU-tagállamokból érkezett. 2001-ben a lakosok 86,1%-a római katolikusnak, 2,2% evangélikusnak, 10,4% pedig felekezeten kívülinek vallotta magát. Ugyanekkor 4 magyar élt a városban.

## Látnivalók
- a dietmannsi kastély
- Alt-Dietmanns 1801-ben épült kápolnája
- az ún. Bründlkapelle egy befejezetlen kegytemplom kápolnává kiegészített szentélye, neogótikus stílusban.

## Fordítás
- Ez a szócikk részben vagy egészben  a   Dietmanns (Niederösterreich) című német Wikipédia-szócikk ezen változatának fordításán alapul.  Az eredeti cikk szerkesztőit annak laptörténete sorolja fel. Ez a jelzés csupán a megfogalmazás eredetét és a szerzői jogokat jelzi, nem szolgál a cikkben szereplő információk forrásmegjelöléseként.